# أوسكار ليونغ
أوسكار ليونغ (بالسويدية: Oscar Ljung) هو مخرج وممثل سويدي، ولد في 6 سبتمبر 1909 في لاندسكرونا في السويد، وتوفي في 29 أبريل 1999.

## أعمال

### أفلام
- (1958) الساحر
- (1960) الربيع البكر

## وصلات خارجية
- أوسكار ليونغ على موقع IMDb (الإنجليزية)
- أوسكار ليونغ على موقع قاعدة بيانات الأفلام السويدية (السويدية)
- أوسكار ليونغ على موقع قاعدة بيانات الفيلم (الإنجليزية)